# 몰라세

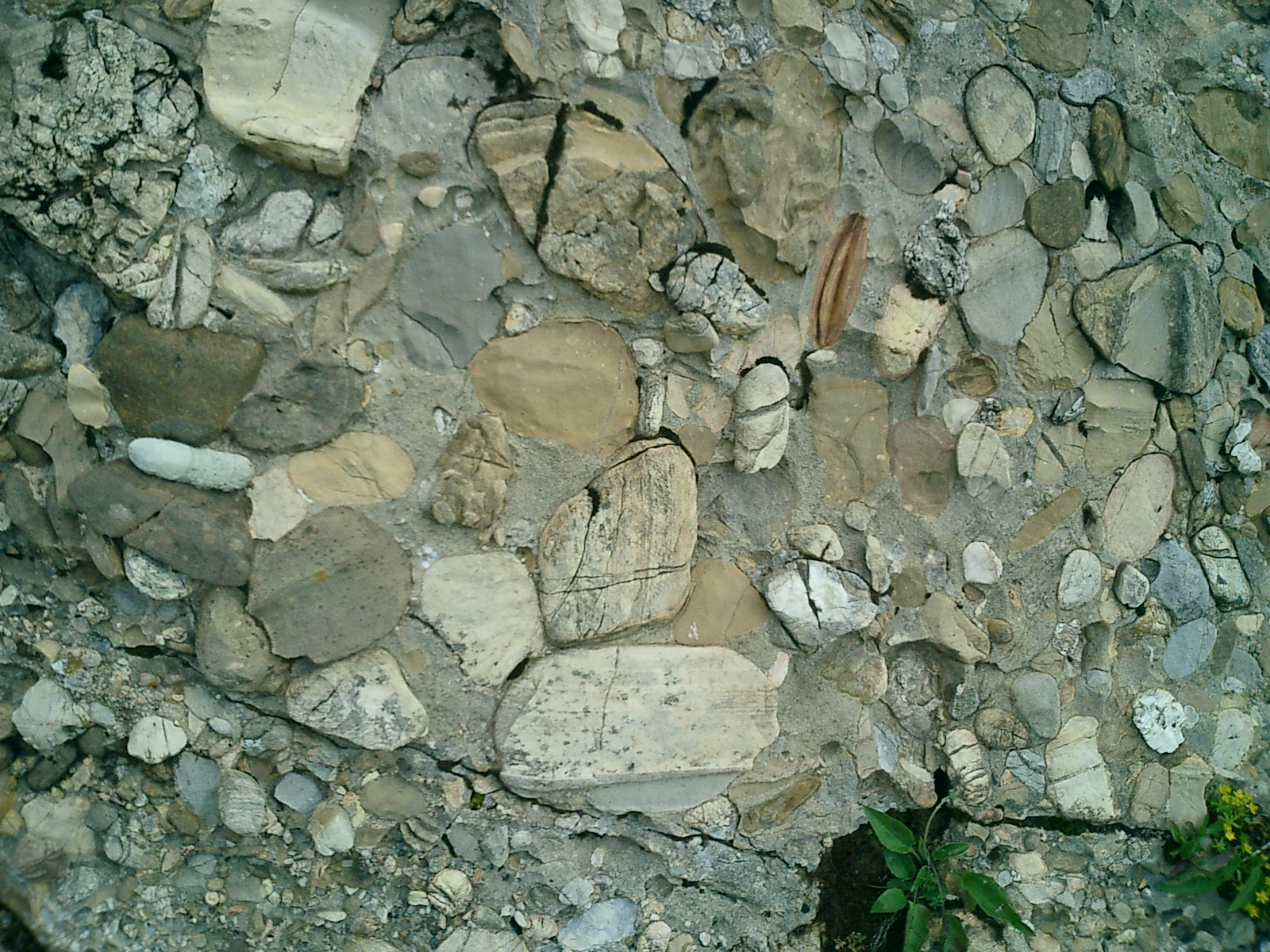
아펜첼 알프스 슈페어의 나겔플루 몰라세

몰라세(Molasse)라는 용어는 상승하는 산맥 앞에서 육지 또는 얕은 해양 퇴적물로 형성되는 사암, 혈암 및 역암을 나타낸다. 몰라세 퇴적물은 앞바다 분지에 축적되며, 특히 플리쉬와 유사한 퇴적물(예: 상승하는 알프스 또는 히말라야 침식에서 남겨진 퇴적물) 위에 축적된다. 이 퇴적물은 일반적으로 비해양 충적층 및 하천작용에 의한 퇴적물이다. 심해 플리쉬 퇴적물과 비교하여 저지대에 형성된다. 조산이 멈추거나 산이 평평하게 침식되면, 퇴적물이 멈춘다.
몰라세는 때때로 전면 유역을 완전히 채우고 거의 평평한 퇴적 표면을 생성하지만, 그럼에도 불구하고 구조적 동기를 유지한다. 몰라세는 산 정면 근처에서 매우 짙게 형성되며, 일반적으로 강괴 내부로 갈수록 얇아진다. 이러한 퇴적물의 볼록한 퇴적물은 쇄설 쐐기로 알려져 있다.